# آنا كريستينا دا سيلفا
آنا كريستينا دا سيلفا هي لاعبة كرة قدم برازيلية، ولدت في 12 ديسمبر 1985 في Três Rios ‏ في البرازيل.

## وصلات خارجية
- آنا كريستينا دا سيلفا على موقع الاتحاد الدولي (مؤرشف)  (الإنجليزية)
- آنا كريستينا دا سيلفا على موقع الاتحاد الأوربي (الإنجليزية)
- آنا كريستينا دا سيلفا على موقع قاعدة بيانات كرة القدم.إي يو (الإنجليزية)
- آنا كريستينا دا سيلفا على موقع Soccerway.com (الإنجليزية)